# Wacław Harasymowicz

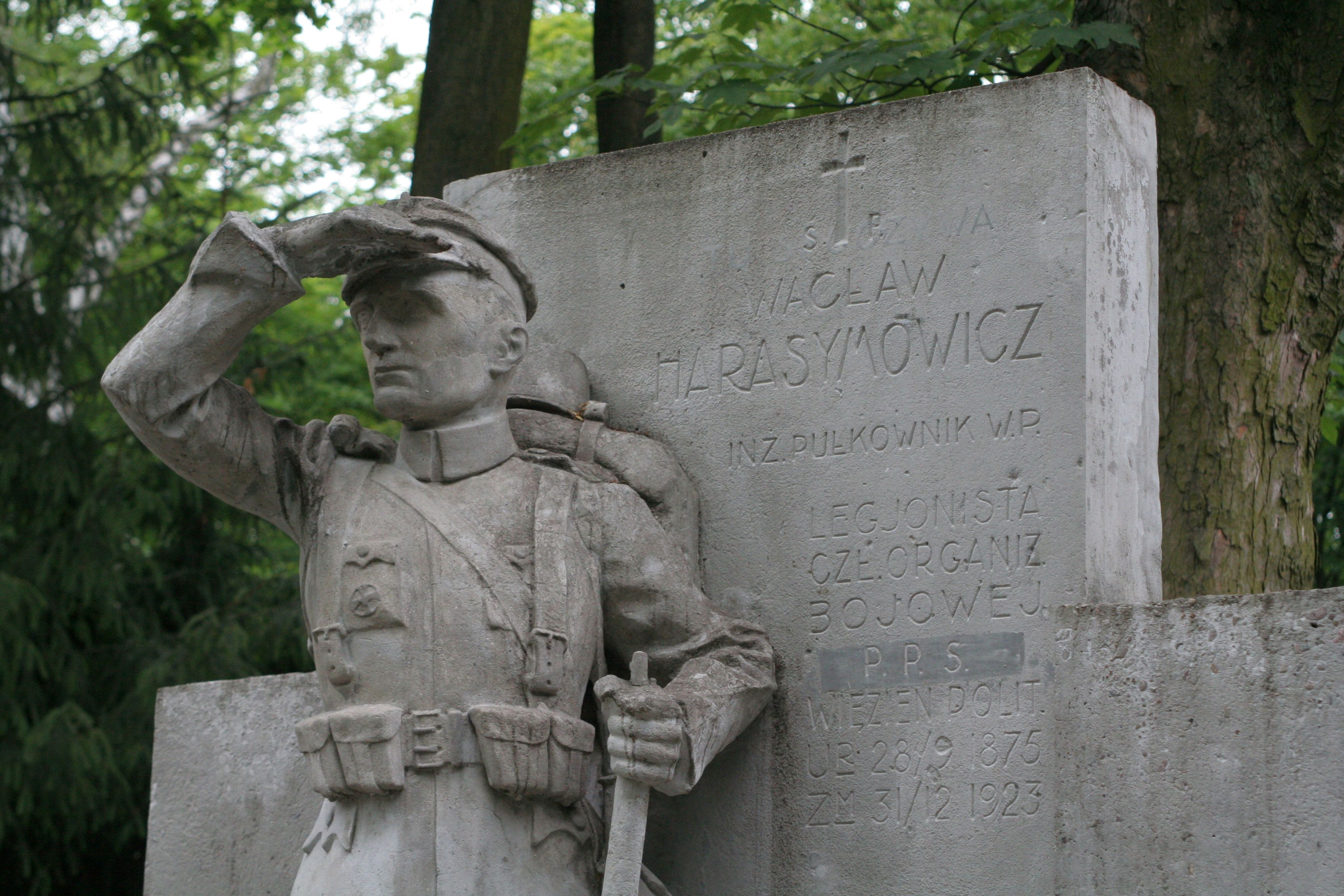
Fragment pomnika nagrobnego Wacława Harasymowicza na Cmentarzu Wojskowym na Powązkach w Warszawie

Wacław Harasymowicz (ur. 28 września 1875, zm. 30 grudnia 1923 w Warszawie) – pułkownik żandarmerii inżynier Wojska Polskiego.

## Życiorys
Wacław Harasymowicz urodził się 28 września 1875 roku na Ziemi Chełmskiej, w rodzinie „opornych” unitów. Jego ojciec był skromnym urzędnikiem. Rodzina w okresie prześladowań zmuszona była do przesiedlenia na Ziemię Radomską i przejście na katolicyzm. W czasie nauki w radomskim gimnazjum był czynnym członkiem tajnych kółek samokształcenia oraz wyłonionego z nich koła rewolucyjnego. Następnie studiował na Carskim Uniwersytecie Warszawskim, a później przeniósł się do Instytutu Politechnicznego im. Cara Mikołaja II w Warszawie. Studia łączył z działalnością rewolucyjną. Prowadził kółka robotnicze i był kilka razy relegowany za udział w wystąpieniach studenckich. W 1904 roku został członkiem Organizacji Bojowej PPS. Jako technik, założył i prowadził „laboratorium bomb” w Warszawie i pełnił obowiązki instruktora. Po nawiązaniu przez Józefa Piłsudskiego kontaktów z japońskim Sztabem Generalnym, wyjechał za granicę, gdzie został przeszkolony przez japońskich instruktorów w zakresie pirotechniki. W 1905 roku, po powrocie do kraju, na skutek zdrady został aresztowany i osadzony w X Pawilonie Cytadeli Warszawskiej, a później skazany na karę śmierci, zamienioną na 20 lat katorgi. Pod koniec roku, w czasie rewolucji, został niespodziewanie uwolniony. Działalność bojową kontynuował przez kolejne dwa lata. W 1907 roku, będąc przekonany o nieskuteczności dalszej walki zbrojnej z caratem, wystąpił z Polskiej Partii Socjalistycznej i wyjechał do Galicji. We Lwowie uzyskał dyplom inżyniera, a następnie założył rodzinę i dorobił się majątku. W pierwszej dekadzie sierpnia 1914 roku wstąpił do Legionu Zachodniego, a następnie do Legionów Polskich. 6 sierpnia 1914 został zastępcą komendanta-szefa Żandarmerii Polowej w Krakowie. 29 października 1914 roku, po śmierci rotmistrza Roberta Kunickiego, został komendantem Żandarmerii Polowej przy cesarskiej i królewskiej Komendzie Legionów Polskich. Na przełomie 1914 i 1915 roku obył kampanię karpacką. Wiosną 1915 roku złożył dymisję i został zwolniony z Legionów.
W czerwcu 1919 roku został szefem sztabu Kierownictwa Organizacji Żandarmerii. Latem 1920 roku dowodził 6 dywizjonem żandarmerii we Lwowie. 11 czerwca 1920 roku został zatwierdzony z dniem 1 kwietnia 1920 roku w stopniu podpułkownika, w żandarmerii, w grupie oficerów byłych Legionów Polskich. W 1921 roku był zastępcą dowódcy żandarmerii. 30 września 1921 roku objął dowództwo 6 dywizjonu żandarmerii we Lwowie. 18 marca 1922 roku został dowódcą 1 dywizjonu żandarmerii w Warszawie. 3 maja 1922 roku został zweryfikowany w stopniu pułkownika ze starszeństwem z dniem 1 czerwca 1919 roku i 4. lokatą w korpusie oficerów żandarmerii. Z dniem 10 października 1923 roku został wyznaczony na stanowisko pomocnika szefa Wydziału 2 Żandarmerii w Departamencie I Piechoty Ministerstwa Spraw Wojskowych w Warszawie. Z powodu choroby nie zdążył objąć obowiązków. Zmarł 30 grudnia 1923 roku w Warszawie. 3 stycznia 1924 roku pochowany na Cmentarzu Wojskowym na Powązkach (kwatera A12-11-1).

## Ordery i odznaczenia
- Krzyż Walecznych trzykrotnie